# Kristina Mundt
Kristina Mundt, po mężu Richter (ur. 25 stycznia 1966 w Merseburgu) – niemiecka wioślarka, dwukrotna złota medalistka olimpijska.
Urodziła się w NRD i do zjednoczenia Niemiec startowała w barwach tego kraju. Oba medale zdobyła jako członkini czwórki podwójnej. W Seulu sięgnęła po złoto, cztery lata później – już jako reprezentantka zjednoczonych Niemiec – obroniła tytuł. Trzykrotnie była medalistką mistrzostw świata, w tym dwa razy złotą: w 1985 i 1994, a raz srebrną (1993, za każdym razem w czwórce podwójnej).